# Реал (футбольный клуб, Одесса)
СКШ «Реал» Одесса (укр. СКШ «Реал» Одеса) — бывший украинский футбольный клуб из города Одесса. Принимал участие в чемпионате Украины 2004/05 среди команд второй лиги. Перед началом сезона 2005/06 снялся с чемпионата. 

## История
В декабре 2002 года в городе Одесса по инициативе депутатов Одесской городской думы Сергея и Анатолия Страшных на базе клуба болельщиков футбольной команды «Реал Мадрид» была создана «Спортивная клуб-школа «Реал Одесса». И уже 24 февраля 2003 года СКШ «Реал Одесса» была официально зарегистрироваа в Суворовском районе города Одессы. Профилирующим видом спорта в школе являлся футбол, поэтому СКШ стала организовывать детские турниры. В том же году взрослая команда «Реал Одесса» приняла участие в зимнем первенстве г. Одессы. В 2004 году по рекомендации Областной федерации футбола г. Одессы и Любительской ассоциации Украины команда «Реал Одесса» получила статус профессионального коллектива.
Первый и единственный свой чемпионат Украины в сезоне 2004/05 среди команд второй лиги команда завершила на высоком седьмом месте. Перед началом сезона 2005/06 клуб снялся с чемпионата. 

## Достижения
- Чемпион города Одессы 2003 года.
- Обладатель Кубка Одессы 2003 года.
- Победитель зимнего первенства города Одессы 2003 года.